# Рудницкая, Мария Леонидовна
Рудницкая Мария Леонидовна (17 июня 1916, Екатеринослав, Российская империя — 1 января 1983, Ленинград, СССР) — советская художница, живописец и педагог, член Ленинградской организации Союза художников РСФСР.

## Биография
Мария Леонидовна Рудницкая родилась 17 июня 1916 года в Екатеринославе на Украине в семье инженера-путейца. В 1916—1927 годах вместе с родителями жила в Сибири на строительстве Транс-Сибирской железной дороги.
В 1932 году после окончания школы-семилетки приехала в Ленинград. В 1935 году поступила в Таврическое художественное училище, занималась у А. Громова, С. Бутлер, В. Левитского, В. Орешникова, М. Асламазян. В 1939 году окончила училище и поступила на первый курс Ленинградского института живописи, скульптуры и архитектуры. Занималась у Семёна Абугова, Бориса Фогеля, Михаила Бернштейна, Игоря Грабаря. В феврале 1942 года вместе с институтом была эвакуирована из блокадного Ленинграда в Самарканд, откуда возвратилась летом 1944 года.
В 1946 году Рудницкая вышла замуж за художника В. М. Звонцова.  В 1947 году у них родилась дочь Екатерина, которая впоследствии окончила ЛИЖСА имени И. Е. Репина и, как и отец, стала художником-графиком. В 1949 году Рудницкая окончила Ленинградский институт живописи, скульптуры и архитектуры имени И. Е. Репина по мастерской Виктора Орешникова с присвоением квалификации художника живописи. Дипломная работа — картина «Материнство».
С 1949 года Рудницкая участвовала в выставках. Писала пейзажи, портреты, натюрморты, жанровые картины. Тяготела к пленэрной живописи. Много работала в жанре детского портрета. Лучшие произведения отличают меткость характеристик, изысканность колорита, мастерская передача пленэра. В 1949 году была принята в члены Ленинградского Союза художников. В 1951—1952 годах преподавала живопись и рисунок в художественном институте в Тарту (Эстония). По возвращении в Ленинград работала в Средней художественной школе, а в 1960-х годах — на кафедре общей живописи Высшего художественно-промышленного училища имени В. И. Мухиной. Среди произведений, созданных Рудницкой, картины «Натюрморт с рыбами» (1957), «Берега реки Сороти» (1958), «Тропинка», «Грибы» (обе 1960), «Девочка в саду» (1964), «На стадионе» (1961), «Натюрморт с красным подносом» (1967) и другие.
Скончалась 1 января 1983 года на 67-м году жизни в Ленинграде.
Произведения М. Л. Рудницкой находятся в музеях и частных собраниях в России, США, Франции, Италии и других странах.

## Выставки
- 1958 год (Ленинград): Осенняя выставка произведений ленинградских художников.
- 1960 год (Ленинград): Выставка произведений художников – женщин Ленинграда в ознаменование 50-летия Международного женского дня 8 Марта , с участием Евгении Антиповой, Таисии Афониной, Евгении Байковой, Ирины Балдиной, Златы Бызовой, Нины Веселовой, Елены Гороховой, Марии Зубреевой, Марина Козловской, Татьяны Копниной, Майи Копытцевой, Елены Костенко, Валерии Лариной, Марии Рудницкой, Елены Скуинь, Надежды Штейнмиллер и других.
- 1960 год (Ленинград): Выставка произведений ленинградских художников 1960 года.
- 1961 год (Ленинград): Выставка произведений ленинградских художников 1961 года.
- 1965 год (Ленинград): Весенняя выставка произведений ленинградских художников.
- 1968 год (Ленинград): Осенняя выставка произведений ленинградских художников.
- Март 1992 года (Париж): Выставка «Санкт-Петербургская школа».